# Gouldův pás
Gouldův pás je prstenec relativně mladých hvězd v naší Galaxii Mléčné dráze s průměrem kolem 3000 světelných let, který je zřejmě pozůstatkem po kolizi oblaku temné hmoty a velkého molekulárního oblaku. Pás vznikl asi před 30 až 50 miliony let a dostal jméno podle amerického astronoma Benjamina Goulda, který jej identifikoval v roce 1879. V roce 1972 byla publikována studie, která v tomto útvaru spatřovala pozůstatek po explozi supernovy, související s vymíráním na konci křídy před 66 miliony let. Tato hypotéza však již byla v 80. letech vyvrácena.